# 1. Bundesliga 1987-88
La 1. Bundesliga 1987-88 fue la 25.ª edición de la Fußball-Bundesliga, la mayor competición futbolística de Alemania Federal. Inició el 31 de julio de 1987 y culminó el 21 de mayo de 1988, y fue disputada por 18 equipos.
Werder Bremen se quedó con el título a falta de tres fechas, tras superar por 1-0 a Eintracht Fráncfort como visitante. El equipo verdiblanco alcanzó así su segunda Bundesliga, 23 años después de su primera consagración.

## Equipos
| Pos | Descendidos de 1. Bundesliga |
| --- | ---------------------------- |
| 17º | Fortuna Düsseldorf           |
| 18º | Blau-Weiß 1890               |

| Pos | Ascendidos de 2. Bundesliga |
| --- | --------------------------- |
| 1º  | Hannover 96                 |
| 2º  | Karlsruher                  |

| Equipo                   | Ciudad          | Estadio                  | Aforo  |
| ------------------------ | --------------- | ------------------------ | ------ |
| Bayer Leverkusen         | Leverkusen      | Estadio Ulrich Haberland | 20 000 |
| Bayer 05 Uerdingen       | Krefeld         | Estadio Grotenburg       | 35 700 |
| Bayern de Múnich         | Múnich          | Estadio Olímpico         | 80 000 |
| Bochum                   | Bochum          | Ruhrstadion              | 40 000 |
| Borussia Dortmund        | Dortmund        | Westfalenstadion         | 54 000 |
| Borussia Mönchengladbach | Mönchengladbach | Bökelbergstadion         | 34 500 |
| Colonia                  | Colonia         | Estadio Müngersdorfer    | 61 000 |
| Eintracht Fráncfort      | Fráncfort       | Waldstadion              | 62 000 |
| Hamburgo                 | Hamburgo        | Volksparkstadion         | 62 000 |
| Hannover 96              | Hannover        | Niedersachsenstadion     | 60 400 |
| Homburgo                 | Homburgo        | Waldstadion Homburg      | 24 000 |
| Kaiserslautern           | Kaiserslautern  | Estadio Fritz Walter     | 42 000 |
| Karlsruher               | Karlsruhe       | Wildparkstadion          | 50 000 |
| Núremberg                | Núremberg       | Estadio Municipal        | 64 238 |
| Schalke 04               | Gelsenkirchen   | Parkstadion              | 70 000 |
| Stuttgart                | Stuttgart       | Neckarstadion            | 72 000 |
| Waldhof Mannheim         | Mannheim        | Estadio del Suroeste     | 75 000 |
| Werder Bremen            | Bremen          | Weserstadion             | 32 000 |

### Equipos porEstados federados
| Región                      | N.º | Equipos |
| --------------------------- | --- | --- |
| Renania del Norte-Westfalia | 7   | Bayer Leverkusen, Bayer 05 Uerdingen, Bochum, Borussia Dortmund, Borussia Mönchengladbach, Colonia y Schalke 04 |
| Baden-Wurtemberg            | 3   | Karlsruher, Stuttgart y Waldhof Mannheim                                                                        |
| Baviera                     | 2   | Bayern de Múnich y Núremberg                                                                                    |
| Hamburgo                    | 1   | Hamburgo |
| Baja Sajonia                | 1   | Hannover 96 |
| Bremen                      | 1   | Werder Bremen                                                                                                   |
| Hesse                       | 1   | Eintracht Fráncfort                                                                                             |
| Renania-Palatinado          | 1   | Kaiserslautern                                                                                                  |
| Sarre                       | 1   | Homburgo |

## Sistema de competición
Los dieciocho equipos se enfrentaron entre sí bajo el sistema de todos contra todos a doble rueda, completando un total de 34 fechas. Las clasificación se estableció a partir de los puntos obtenidos en cada encuentro, otorgando dos por partido ganado, uno por empatado y ninguno en caso de derrota. En caso de igualdad de puntos entre dos o más equipos, se aplicaron, en el mencionado orden, los siguientes criterios de desempate:
1. Mejor diferencia de goles en todo el campeonato;
2. Mayor cantidad de goles a favor en todo el campeonato;
3. Mayor cantidad de puntos en los partidos entre los equipos implicados;
4. Mejor diferencia de goles en los partidos entre los equipos implicados;
5. Mayor cantidad de goles a favor en los partidos entre los equipos implicados.

Al finalizar el campeonato, el equipo ubicado en el primer lugar de la clasificación se consagró campeón y clasificó a los dieciseisavos de final de la Copa de Campeones de Europa 1988-89. Asimismo, los equipos que finalizaron el certamen en segundo, tercer, cuarto y quinto lugar clasificaron a los treintaidosavos de final de la Copa de la UEFA 1988-89, siempre y cuando ninguno de ellos hubiera obtenido un cupo a la Recopa de Europa 1988-89 como campeón de la Copa de Alemania 1987-88, en cuyo caso le trasladaría su plaza al equipo ubicado en la posición inmediatamente inferior.
Por otro lado, los equipos que ocuparon los últimos dos puestos de la clasificación —decimoséptima y decimoctava— descendieron de manera directa a la 2. Bundesliga, mientras que el decimosexto disputó la serie de play-offs de ascenso y descenso ante un equipo de dicha categoría.

## Clasificación
| Pos. | Equipo                   | Pts. | PJ | G  | E  | P  | GF | GC | Dif. | Clasificación 1988-89                          |
| ---- | ------------------------ | ---- | -- | -- | -- | -- | -- | -- | ---- | ---------------------------------------------- |
| 1    | Werder Bremen (C)        | 52   | 34 | 22 | 8  | 4  | 61 | 22 | +39  | Dieciseisavos de final de la Copa de Campeones |
| 2    | Bayern Múnich            | 48   | 34 | 22 | 4  | 8  | 83 | 45 | +38  | Treintaidosavos de final de la Copa de la UEFA |
| 3    | Colonia                  | 48   | 34 | 18 | 12 | 4  | 57 | 28 | +29  | Treintaidosavos de final de la Copa de la UEFA |
| 4    | Stuttgart                | 40   | 34 | 16 | 8  | 10 | 69 | 49 | +20  | Treintaidosavos de final de la Copa de la UEFA |
| 5    | Núremberg                | 37   | 34 | 13 | 11 | 10 | 44 | 40 | +4   | Treintaidosavos de final de la Copa de la UEFA |
| 6    | Hamburgo                 | 37   | 34 | 13 | 11 | 10 | 63 | 68 | −5   |                                                |
| 7    | Borussia Mönchengladbach | 33   | 34 | 14 | 5  | 15 | 55 | 53 | +2   |                                                |
| 8    | Bayer Leverkusen         | 32   | 34 | 10 | 12 | 12 | 53 | 60 | −7   | Treintaidosavos de final de la Copa de la UEFA |
| 9    | Eintracht Fráncfort      | 31   | 34 | 10 | 11 | 13 | 51 | 50 | +1   | Dieciseisavos de final de la Recopa de Europa  |
| 10   | Hannover 96              | 31   | 34 | 12 | 7  | 15 | 59 | 60 | −1   |                                                |
| 11   | Bayer 05 Uerdingen       | 31   | 34 | 11 | 9  | 14 | 59 | 61 | −2   |                                                |
| 12   | Bochum                   | 30   | 34 | 10 | 10 | 14 | 47 | 51 | −4   |                                                |
| 13   | Borussia Dortmund        | 29   | 34 | 9  | 11 | 14 | 51 | 54 | −3   |                                                |
| 14   | Kaiserslautern           | 29   | 34 | 11 | 7  | 16 | 53 | 62 | −9   |                                                |
| 15   | Karlsruher               | 29   | 34 | 9  | 11 | 14 | 37 | 55 | −18  |                                                |
| 16   | Waldhof Mannheim         | 28   | 34 | 7  | 14 | 13 | 35 | 50 | −15  | Promoción por la permanencia                   |
| 17   | Homburgo                 | 24   | 34 | 7  | 10 | 17 | 37 | 70 | −33  | Descenso de categoría                          |
| 18   | Schalke 04               | 23   | 34 | 8  | 7  | 19 | 48 | 84 | −36  | Descenso de categoría                          |

Actualizado a los partidos jugados el 21 de mayo de 1988.
 Fuente: DFB
1. ↑  Copa de Alemania (CC): Eintracht Fráncfort clasificó a los dieciseisavos de final de la Recopa de Europa como campeón de la Copa de Alemania 1987-88.

Notas:
1. ↑  Bayer Leverkusen clasificó a la Copa de la UEFA 1988-89 como campeón de la edición 1987-88.

| Bundesliga                      |
|                                 |
| Campeón Werder Bremen 2º título |

## Resultados
| Local \ Visitante        | BAL | BAY | BOC | BOD | BOM | COL | EFR | HAM | HAN | HOM | KAI | KAR | NUR | SCH | STU | UER | WAL | WER |
| ------------------------ | --- | --- | --- | --- | --- | --- | --- | --- | --- | --- | --- | --- | --- | --- | --- | --- | --- | --- |
| Bayer Leverkusen         | —   | 3–2 | 0–0 | 2–2 | 2–1 | 1–1 | 1–3 | 2–0 | 2–0 | 2–1 | 2–0 | 0–0 | 1–1 | 3–2 | 2–1 | 0–0 | 1–0 | 1–3 |
| Bayern Múnich            | 3–2 | —   | 5–0 | 1–3 | 1–0 | 2–2 | 3–2 | 6–0 | 4–1 | 6–0 | 4–2 | 2–1 | 1–0 | 8–1 | 2–1 | 3–0 | 2–1 | 2–1 |
| Bochum                   | 3–1 | 0–2 | —   | 2–0 | 1–2 | 0–0 | 1–0 | 4–0 | 1–1 | 4–4 | 1–1 | 5–0 | 3–0 | 1–3 | 5–1 | 1–4 | 1–0 | 0–1 |
| Borussia Dortmund        | 2–2 | 1–3 | 1–2 | —   | 1–1 | 1–2 | 3–1 | 2–3 | 3–3 | 2–0 | 3–0 | 0–2 | 1–1 | 4–1 | 2–2 | 4–2 | 0–1 | 0–0 |
| Borussia Mönchengladbach | 2–1 | 2–0 | 3–0 | 0–3 | —   | 0–1 | 3–1 | 8–2 | 1–2 | 2–0 | 1–0 | 2–2 | 3–0 | 1–1 | 0–1 | 2–1 | 0–1 | 1–2 |
| Colonia                  | 0–0 | 3–1 | 2–2 | 2–0 | 4–1 | —   | 1–1 | 1–0 | 2–0 | 3–0 | 2–1 | 4–0 | 3–1 | 3–1 | 1–1 | 2–0 | 3–0 | 2–0 |
| Eintracht Frankfurt      | 3–2 | 1–1 | 0–1 | 0–0 | 2–0 | 1–1 | —   | 3–0 | 3–3 | 1–2 | 0–2 | 4–0 | 3–1 | 2–0 | 0–2 | 3–1 | 5–1 | 0–1 |
| Hamburgo                 | 3–2 | 2–2 | 2–2 | 4–3 | 2–1 | 3–0 | 2–2 | —   | 3–3 | 2–1 | 5–1 | 0–4 | 2–2 | 5–3 | 3–0 | 3–1 | 1–1 | 0–0 |
| Hannover 96              | 6–1 | 2–1 | 1–0 | 2–3 | 2–4 | 0–3 | 1–2 | 3–1 | —   | 5–1 | 1–0 | 3–2 | 1–2 | 3–1 | 3–3 | 0–0 | 3–1 | 0–1 |
| Homburgo                 | 1–1 | 3–2 | 1–1 | 0–3 | 0–0 | 1–0 | 5–2 | 0–2 | 1–1 | —   | 3–2 | 1–0 | 0–4 | 3–1 | 2–2 | 2–2 | 1–1 | 1–1 |
| Kaiserslautern           | 1–3 | 3–1 | 4–2 | 3–1 | 5–2 | 3–0 | 2–2 | 0–3 | 4–1 | 1–0 | —   | 1–1 | 1–2 | 5–2 | 2–1 | 2–2 | 2–2 | 0–0 |
| Karlsruher               | 1–1 | 0–1 | 1–0 | 0–0 | 2–2 | 1–1 | 1–1 | 0–0 | 2–1 | 2–1 | 1–0 | —   | 2–0 | 4–1 | 0–2 | 1–0 | 1–1 | 0–2 |
| Núremberg                | 2–1 | 0–3 | 2–1 | 0–0 | 3–0 | 1–2 | 1–1 | 2–2 | 1–3 | 2–0 | 3–2 | 4–0 | —   | 1–1 | 0–0 | 3–1 | 1–1 | 0–0 |
| Schalke 04               | 2–2 | 1–4 | 2–1 | 3–0 | 0–3 | 2–2 | 0–0 | 1–0 | 0–2 | 3–0 | 5–0 | 3–1 | 0–0 | —   | 3–4 | 2–1 | 1–1 | 1–4 |
| Stuttgart                | 4–1 | 3–0 | 3–0 | 2–2 | 6–0 | 0–2 | 1–0 | 5–1 | 3–1 | 2–1 | 3–0 | 2–2 | 0–1 | 4–0 | —   | 1–3 | 1–1 | 1–0 |
| Bayer 05 Uerdingen       | 4–1 | 0–0 | 3–1 | 2–1 | 2–4 | 1–1 | 3–0 | 1–1 | 1–0 | 5–1 | 3–1 | 4–2 | 0–2 | 5–2 | 2–5 | —   | 1–1 | 1–2 |
| Waldhof Mannheim         | 1–4 | 1–2 | 1–1 | 1–0 | 0–3 | 0–0 | 2–2 | 2–2 | 2–1 | 0–0 | 0–2 | 4–1 | 0–1 | 2–0 | 2–1 | 2–2 | —   | 0–1 |
| Werder Bremen            | 3–3 | 3–1 | 0–0 | 4–0 | 2–0 | 2–1 | 2–0 | 1–4 | 1–0 | 3–0 | 0–0 | 2–0 | 1–0 | 5–0 | 5–1 | 5–1 | 3–1 | —   |

## Play-off de ascenso y descenso
| 2 de junio de 1988 | Darmstadt 98                              | 3:2 (0:1) | Waldhof Mannheim          | Estadio Böllenfalltor, Darmstadt                                |                                                                 |
|                    | Gutzler 53' · Posniak 66' · Guangming 73' | Reporte   | Tsionanis 2' · Bührer 47' | Asistencia: 28 000 espectadores Árbitro(s): Wolf-Rüdiger Umbach | Asistencia: 28 000 espectadores Árbitro(s): Wolf-Rüdiger Umbach |

| 5 de junio de 1988 | Waldhof Mannheim    | 2:1 (1:0) | Darmstadt 98 | Estadio del Suroeste, Ludwigshafen                           |                                                              |
|                    | Schön 20' · Lux 87' | Reporte   | Kuhl 88'     | Asistencia: 28 000 espectadores Árbitro(s): Aron Schmidhuber | Asistencia: 28 000 espectadores Árbitro(s): Aron Schmidhuber |

Partido desempate
| 9 de junio de 1988 | Waldhof Mannheim                                                 | 0:0 (5:4 p.)               | Darmstadt 98                                                     | Estadio del Suroeste, Ludwigshafen                           |                                                              |
|                    |                                                                  | Reporte                    |                                                                  | Asistencia: 17 000 espectadores Árbitro(s): Gerhard Theobald | Asistencia: 17 000 espectadores Árbitro(s): Gerhard Theobald |
|                    |                                                                  | Tiros desde el punto penal |                                                                  |                                                              |                                                              |
|                    | Lux · Bockenfeld · Bührer · Trieb · Cvetković · Quaisser · Klotz |                            | Posniak · Kuhl · Schreml · Guangming · Emig · Scholz · Bernecker |                                                              |                                                              |

Waldhof Mannheim se aseguró la permanencia en la 1. Bundesliga tras empatar 4-4 en el global de la serie y ganar 5-4 en la definición por penales en el partido desempate.

## Estadísticas

### Goleadores
| Jugador           | Equipo         | Goles |
| ----------------- | -------------- | ----- |
| Jürgen Klinsmann  | Stuttgart      | 19    |
| Karl-Heinz Riedle | Werder Bremen  | 18    |
| Lothar Matthäus   | Bayern Múnich  | 17    |
| Siegfried Reich   | Hannover 96    | 17    |
| Harald Kohr       | Kaiserslautern | 16    |
| Fritz Walter      | Stuttgart      | 16    |
| Dieter Eckstein   | Núremberg      | 15    |
| Frank Ordenewitz  | Werder Bremen  | 15    |
| Olaf Thon         | Schalke 04     | 14    |